# Calceolaria segethii
Calceolaria segethii är en toffelblomsväxtart som beskrevs av Rodolfo Amando Philippi. Calceolaria segethii ingår i släktet toffelblommor, och familjen toffelblomsväxter. Inga underarter finns listade i Catalogue of Life.